# Cophinforma
Cophinforma is een geslacht van schimmels behorend tot de familie Botryosphaeriaceae. De typesoort is Cophinforma eucalypti. Later is de typesoort hernoemd naar Cophinforma atrovirens.

## Soorten
Volgens Index Fungorum telt het geslacht drie soorten (peildatum januari 2022):
| Soortnaam               | Auteur(s)                                    | Publicatiejaar |
| ----------------------- | -------------------------------------------- | -------------- |
| Cophinforma atrovirens  | (Mehl & Slippers) A. Alves & A.J.L. Phillips | 2013           |
| Cophinforma mamane      | (D.E. Gardner) A.J.L. Phillips & A. Alves    | 2013           |
| Cophinforma tumefaciens | (Hedges) F. Liu, Crous & L. Cai              | 2021           |